# Мухарка ліберійська
Мухарка ліберійська (Melaenornis annamarulae) — вид горобцеподібних птахів родини мухоловкових (Muscicapidae). Це рідкісний птах, що мешкає в Західній Африці.

## Опис
Ліберійська мухарка — порівняно велика мухоловка, середня довжина якої становить 20-22 см. Вона має повністю чорне забарвлення з синюватим відтінком.Живе поодникці, парами або невеликими зграйками по 3-6 птахів, віддає перевагу кронам дерев.

## Поширення і екологія
Ліберійські мухарки мешкають в Сьєрра-Леоне, Гвінеї, Ліберії і Кот-д'Івуарі. Окрема популяція мешкає на півдні Гани, в національному парку Тай і в заповіднику гір Атева. Ліберійські мухарки живуть в кронах і верхньому ярусі вологих рівнинних тропічних лісів на висоті до 800 м над рівнем моря.

## Поведінка
Ліберійська  мухарка харчується комахами, яких ловить в польоті. Гніздиться в липні-серпні.

## Збереження
МСОП класифікує цей вид як вразливий. За оцінками дослідників, популяція ліберійських мухарок становить 6-15 тисяч птахів. Їм загрожує знищення природного середовища.